# Miha Marinko
Miha Marinko (ilegalno/partizansko ime: Polde) slovenski revolucionar in politik, * 8. september 1900, Rovte, Gabrsko, Trbovlje, † 19. avgust 1983, Ljubljana.

## Življenjepis
Rodil se je kot Mihael Marinko v Rovtah (zdaj del naselja Gabrsko) nad Trbovljami, kjer je končal dva razreda meščanske šole. Bil je nezakonski otrok služkinje Frančiške Marinko. S 13 leti je začel delati v steklarni v Zagorju, s 15. leti pa v rudniku. Po letu 1919 je sodeloval v več stavkah in v spopadu z Orjuno v Trbovljah 1. junija 1924. Ker je bil odpuščen, je 1924 odšel v Francijo, kjer delal kot rudar, bil sprejet v KP ter politično deloval v jugoslovanski sekciji KP Francije. Od tam je odšel v Nemčijo in 1931 v Sovjetsko zvezo. V Moskvi je dve leti obiskoval Komunistično univerzo narodnih manjšin Zahoda, 1933 pa se je vrnil domov in postal sekretar PK KPJ za Slovenijo, 1934 član CK KPJ (malo kasneje tudi njenega politbiroja). Deloval je v Revirjih, 1935 je bil član iniciativnega odbora za ustanovitev Združene delavske stranke Jugoslavije. Na ustanovnem kongresu KPS na Čebinah 1937, ki ga je tehnično pripravil, je postal član CK KPS, kmalu pa tudi začasnega vodstva KPJ v domovini ter 1939 vodil posvet vodilnih predstvanikov KPJ v Tacnu. L. 1940 se je umaknil pred konfinacijo v Zagreb ter kot inštruktor KPJ odšel v Bosno, Dalmacijo in Makedonijo. Po vrnitvi je ilegalno delal v Sloveniji in sourejal Novo Ljudsko pravico. 
Že pred vojno je bil večkrat zaprt. Leta 1941 je bil prostovoljec jugoslovanske vojske, nato pa med organizatorji NOB, mdr. na Štajerskem in Dolenjskem ter postal prvi politični komisar slovenske partizanske vojske in Glavnega štaba NOV in POS. Septembra 1941 se je udeležil jugoslovanskega partizanskega vojaškega posveta v Stolicah pri Krupnju. Decembra 1941 so ga ujeli Italijani ter ga maja 1942 obsodili na 30 let ječe; v njihovih zaporih je ostal do kapitulacije Italije in se konec leta 1943 vrnil na slovensko osvobojeno ozemlje. Julija 1944 je kot politični predstavnik slovenskega narodnoosvobodilnega gibanja odšel na Primorsko in Trst ter Gorenjsko, septembra je postal član razširjenega Izvršnega odbora OF, decembra 1944 pa odšel v Beograd in nato na partijsko delo v Makedonijo.  
Po osvoboditvi je bil kooptiran v AVNOJ oz. njegovo predsedstvo, kasneje poslanec v zvezni ljudski skupščini do 1967. Delal je pri CK KPJ v Beogradu, sredi junija 1946 pa se je kot zamenjava za Borisa Kidriča, ki je takrat odšel v Beograd, vrnil na vodilne funkcije v Slovenijo. Celih 20 let je bil (politični) sekretar (politbiroja/IK) CK KP/ZK Slovenije (1946–66), obenem pa sprva predsednik Vlade LRS in sekretar IO OF (1946–53) ter nato predsednik Ljudske skupščine LRS (1953–62) in predsednik glavnega odbora SZDL Slovenije (1953–61), pa tudi član Izvršnega komiteja (1954–66) oz. predsedstva CK ZKJ (1966–69) in Sveta federacije (od 1963 do smrti), kakor tudi Sveta za ljudsko obrambo SFRJ (1964–68); bil je rezervni generalmajor JLA. Poleg drugih odlikovanj je dobil red narodnega heroja in malo kasneje še junaka socialističnega dela (1960). 
Januarja 1958 je kot politični voditelj Slovenije nastopil v vlogi miritelja stavkajočih rudarjev v Trbovljah, tako da je obrnil vlogo, ki jo je imel tam v mladosti.
Pokopan je v grobnici narodnih herojev v Ljubljani.
Poročen je bil z Marijo-Mico Šlander.

## Odlikovanja in priznanja
- red narodnega heroja
- red ljudske osvoboditve
- red partizanske zvezde I. stopnje
- red zaslug za ljudstvo I. stopnje
- red bratstva in enotnosti I. stopnje
- red za hrabrost
- partizanska spomenica 1941
- red junaka socialističnega dela (1960)
- prvojunijska nagrada občine Trbovlje (1974)
- častni občan Ljubljane (1980)
- častni občan Kamnika (1981)